# Musée de l'artisanat du marbre
Le musée de l'artisanat du marbre, en grec moderne : Μουσείο Μαρμαροτεχνίας - Mousío Marmarotechnías, est un musée du village de Pánormos, sur l'île de Tínos, dans les Cyclades, en Grèce.

## Histoire
L’artisanat du marbre de Tinos est inscrit sur la liste du patrimoine culturel immatériel de l'UNESCO,.
Le musée de l'artisanat du marbre de Pýrgos sur l'île de Tínos est créé par la Fondation culturelle du groupe de la Banque du Pirée (el) (PIOP), qui est également responsable de son fonctionnement. Il fait partie du réseau des musées thématiques de la Fondation et est le premier de ce type en Grèce. Le musée présente la technique du marbre, un matériau qui occupe une place particulière dans l'architecture et l'art de la Grèce de l'Antiquité à nos jours, tout en décrivant en détail la gamme d'outils et de techniques. En même temps, l'accent mis sur la préindustrie de Tinos et le début de l'industrie, le centre le plus important de l'artisanat grec moderne du marbre, met en lumière le contexte social et économique dans lequel les ateliers locaux se sont développés.

## Exposition
L'exposition permanente comprend une variété d'œuvres originales en marbre, profanes, ecclésiastiques, funéraires et de la vie quotidienne (linteaux, fontaines, blasons, armoiries, fontaines, jarres, etc.), des modèles en argile et des copies en plâtre, des outils pour l'extraction et la sculpture du marbre, des équipements mécaniques, du matériel d'archives, ainsi que la plus riche collection de dessins de sculptures anciennes en marbre de Grèce.
Ce nombre d'objets originaux a été rassemblé principalement grâce à la prise de conscience de personnes et d'institutions, qui les ont donnés ou prêtés à la Fondation. De plus, en combinaison avec les représentations interconnectées d'une carrière, d'un atelier de marbre et de l'assemblage d'un trône despotique, les visiteurs ont l'occasion de découvrir les techniques et processus traditionnels liés à l'extraction, à la première transformation et au transport du marbre, ainsi qu'au façonnage et à la mise en place d'une structure ; en d'autres termes, le parcours de la matière première à l'œuvre finie. En même temps, le matériel audiovisuel de l'exposition fait revivre de manière directe les méthodes de travail traditionnelles du carrier et de l'artisan marbrier, tandis que les images de l'itinéraire enregistrent la forte présence du marbre dans toute l'île et incitent les visiteurs à faire leurs propres visites.
Enfin, l'exposition est étendue aux espaces extérieurs du musée. Sur la place devant l'entrée, une machine à soulever le marbre (appelée bíga) et un chariot pour transporter les blocs de la carrière, une pelle, un coude et des rails de la carrière de Patélas sont exposés, ainsi que des œuvres en marbre finies et semi-finies. Les équipements mécaniques historiques, présentés dans l'exposition en plein air et reconstituant des images caractéristiques des lieux de travail naturels correspondants, ont été sauvés, conservés et restaurés.